# 烏馬昆卡山
13°13′47″S 74°55′36″W / 13.22972°S 74.92667°W
烏馬昆卡山（Uma Kunka），是秘魯的山峰，位於該國中部萬卡韋利卡大區，由瓦伊塔拉省的皮爾皮查卡區負責管轄，屬於安地斯山脈的一部分，海拔高度5,000米。